# Roselle Knott
Roselle Knott (née Agnes Roselle ; 19 mars 1865 - 28 janvier 1948), est une actrice de théâtre canadienne.

## Biographie

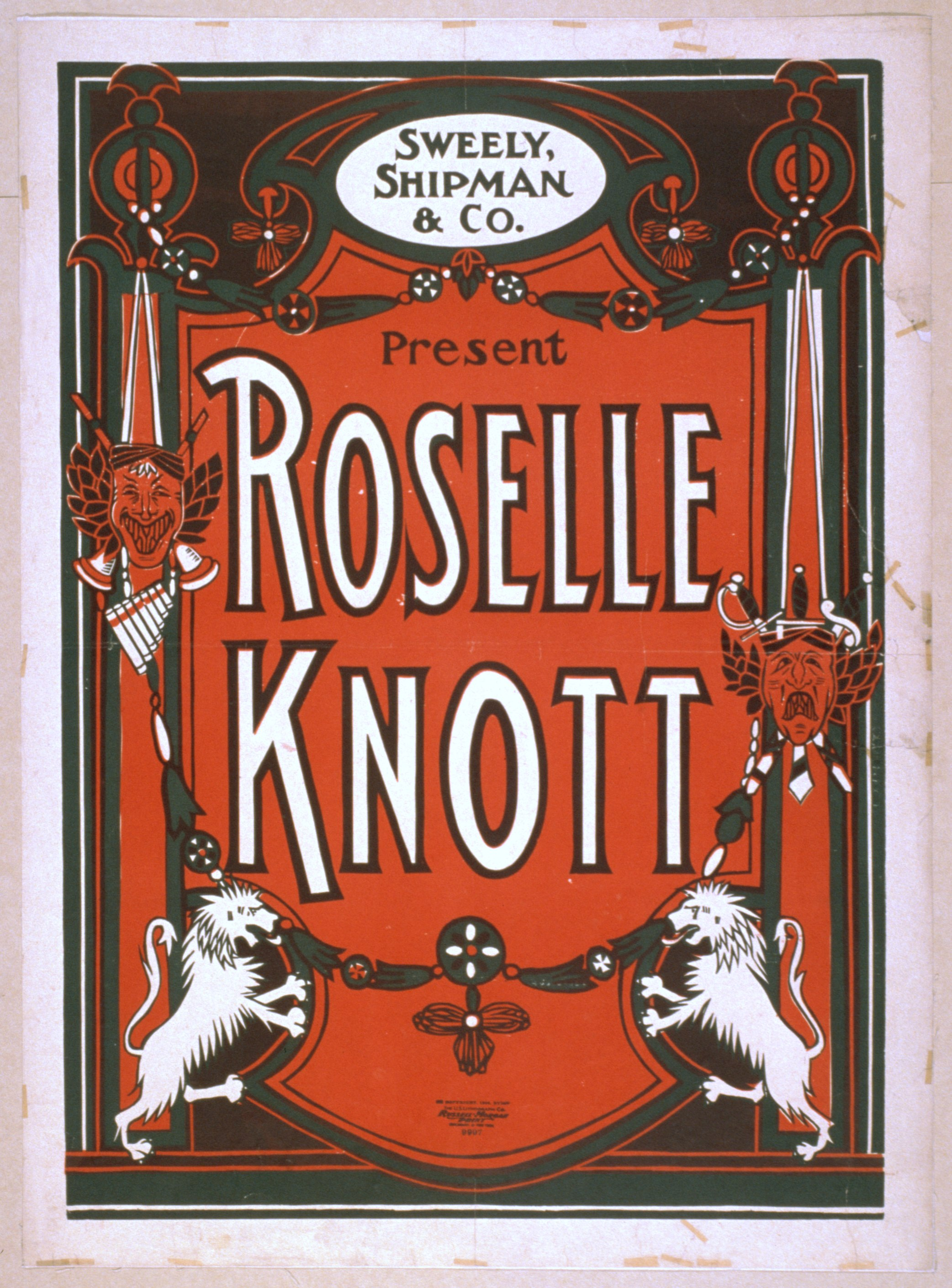
Affiche de 1906 annonçant une apparition de Roselle Knott.

Elle naît à Ancaster, Hamilton, Ontario, fille d'Abraham Rossell et d'Agnes Jane McDavid Rossell. (Les années de naissance varient selon les sources, de 1863 à 1870.).
Roselle Knott commence sa carrière sur scène au Canada à la Hamilton Academy of Music. En 1893, elle fait ses débuts à New York dans une production de As You Like It de Shakespeare. Elle est également vue cette année-là dans un casting entièrement féminin de As You Like It, en tant que membre de la Women's Professional League. En 1900, elle joue dans Quo Vadis à l'Empire Theatre, et en tournée à Chicago et Boston. On la voit avec Richard Mansfield dans A Parisian Romance et Beau Brummel. Elle succède à Julia Marlowe dans le rôle de Mary Tudor dans When Knighthood was in Flower de Charles Major, de 1902 à 1903. En 1906, elle tient le rôle-titre dans The Duchess of Devonshire, écrit pour elle par Elizabeth Johnson Ward Doremus.
Elle est sur scène à Logansport, Indiana en 1906, apparaissant dans Alice Sit-by-the-Fire de James Barrie, lorsqu'un incendie se déclare dans les coulisses. Elle continue de jouer pour rassurer le public, évitant la panique, aucun mort ne fut à déplorer.
Elle se retire de la scène en 1907, après une tournée en Australie en compagnie de son deuxième époux. Elle y revient en 1911, jouant des rôles shakespeariens plus anciens, dont Lady Macbeth. En 1912, elle fait une tournée en Amérique du Nord dans The Awakening of Helena Richie.
Elle met en scène des pièces de théâtre à Hamilton et déménage à New York pour créer sa propre compagnie en 1916. Elle se retire définitivement des rôles de théâtre en 1936, mais continue à l'enseigner à New York. Parmi ses élèves figurent Robert Montgomery et Miriam Hopkins.
Agnes Roselle épouse l'acteur Thomas Knott en 1884. Ils ont trois enfants : Ivey, Viola et Thomas Jr. Ivey meurt en bas âge en 1885. Thomas Knott Sr. meurt dans un accident de sport en 1896. Elle se remarie en 1907 avec le producteur de théâtre Ernest George Montague Shipman. Ils divorcent en 1912 ; il épouse la jeune actrice Nell Shipman peu de temps après. Roselle Knott meurt en 1948, à l'âge de 82 ans, à Hamilton.